# Котласский целлюлозно-бумажный комбинат
Ко́тласский ЦБК — крупнейшее предприятие целлюлозно-бумажной промышленности России, c 1994 года контролируется корпорацией «Илим». Расположен в городе Коряжма (Архангельская область). В настоящее время имеет название "Филиал АО «Группа „Илим“ в г. Коряжме» (после реорганизации и присоединения вместе с ОАО ПО «Усть-Илимский ЛПК», ОАО «Братсккомплексхолдинг», ОАО «Целлюлозно-картонный комбинат» к ОАО Группа «Илим» в июле 2007 года).

## История

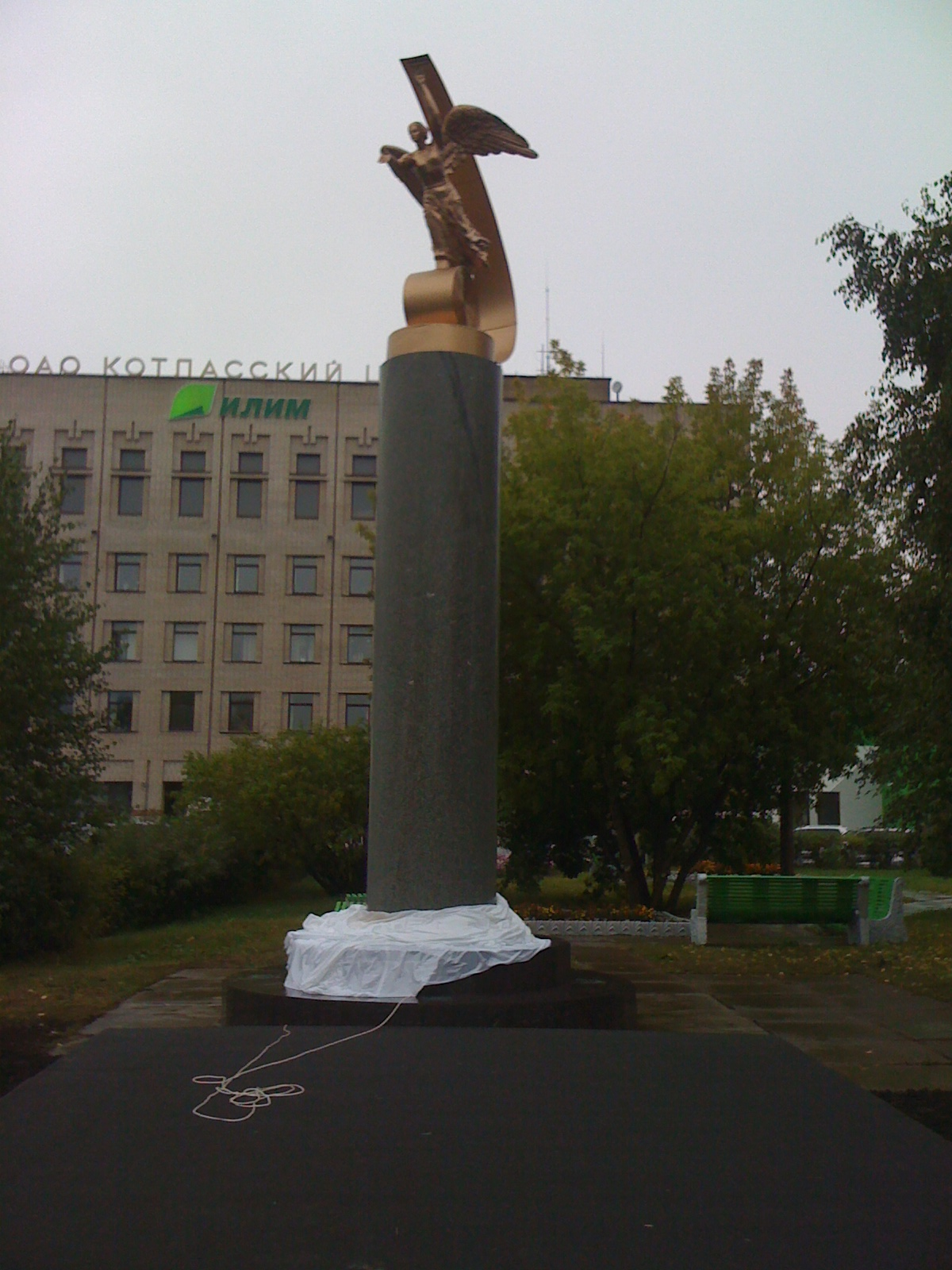
Монумент, установленный в честь 50-летия комбината

15 июня 1953 было издано Постановление Совета Министров СССР, которым для строительства комбината образован союзный строительный трест «Котласбумстрой». 17 июня 1953 года по решению Главлесбумстроя был организован трест «Котласбумстрой». Управляющим трестом в 1955—1966 годах был Мордух Хаимович Сафьян.
21 октября 1961 года ТЭС-1 была запущена и дала энергию промышленным предприятиям комбината.
Первым директором предприятия (июль 1954 — октябрь 1965) был Афанасий Семёнович Сильченко. С 1966 по 1987 год директором, затем генеральным директором был Александр Александрович Дыбцын. С 1 сентября 1987 года генеральным директором стал Андрей Тимофеевич Олейник. С 1993 по 1998 год пост генерального директора занимал Юрий Николаевич Заяц. С 1 мая 2010 года по решению совета директоров филиал ОАО «Группа „Илим“» в Коряжме вместо Юрия Моргунова возглавил Валерий Антонишин
25 апреля 2002 года районный суд Кемерово постановил изъять у «Илим Палп» 61 % акций Котласского ЦБК. Решение было принято по иску миноритария комбината Сергея Мелькина, обвинившего основного акционера ЦБК компанию «Илим Палп» в невыполнении инвестиционных обязательств. После этого доля комбината была продана фирмам, аффилированным с «Базовым элементом» и банкирским домом «Санкт-Петербург». Однако после протеста адвокатов юридической фирмы «Егоров, Пугинский, Афанасьев и партнёры», которая специализируется в представлении интересов иностранных компаний в России и российских компаний за рубежом, 3 февраля 2003 года тот же суд отменил своё решение.

## Деятельность
На долю филиала приходится около 14 % всей отечественной товарной целлюлозы, 6 % бумаги и 10 % картона, производимого в России. Около 65 % продукции комбината экспортируется в Европу, на Ближний Восток и Северную Америку.
Численность персонала филиала — 3330 человек
Продукция предприятия:
- целлюлоза сульфатная белёная лиственная
- целлюлоза сульфатная небелёная хвойная
- картон для плоских слоёв гофрокартона
- бумага для гофрирования
- бумага офсетная для печати
- бумага мелованная для печати
- бумага мешочная
- мешки бумажные
- бумага обойная
- продукты лесохимической и биохимической переработки

В состав предприятия входят:
- 6 производств;
- 9 самостоятельных цехов;
- 3 энергетических станции.

Комбинат имеет собственную пожарную часть ранее имевшую названия ВПЧ-13, СЧ-13. Часть была создана в 1961 году, когда шло строительство комбината. С 1 января в филиале образована служба пожарной безопасности и чрезвычайных ситуаций (СПБ и ЧС). СПБ и ЧС берет на себя функции, которые ранее выполняло дочернее предприятие «СПАСС».
В июне 2009 группа «Илим» подала в Минэкономразвития заявку на включение реализованного инвестпроекта по строительству выпарной станции в число проектов, соответствующих требованиям Киотского протокола. Проект стоимостью 1,1 миллиарда рублей, предположительно позволит сократить выброс парниковых газов на 800 тысяч тонн за 5 лет.
1 июля 2009 года был произведен пробный пуск нового завода по производству НСПЦ. Варочный котел выработал первую продукцию — нейтральную сульфитную полуцеллюлозу.
1 января 2010 года на пресспате бывшего производства вискозной целлюлозы открылся сушильный участок по производству хвойной сульфатной небелёной целлюлозы из массы, которую вырабатывают на варочной установке «Камюр-1». Возможность открыть сушильный участок появилась в результате пуска завода НСПЦ.
30 декабря 2010 года филиал группы «Илим» в Коряжме выдал миллионную тонну готовой продукции, установив тем самым абсолютный рекорд в истории целлюлозно-бумажной промышленности России и Европы. Прежний рекорд ЦБП — миллион тонн по общей варке целлюлозы — тоже принадлежит предприятию.

## Галерея

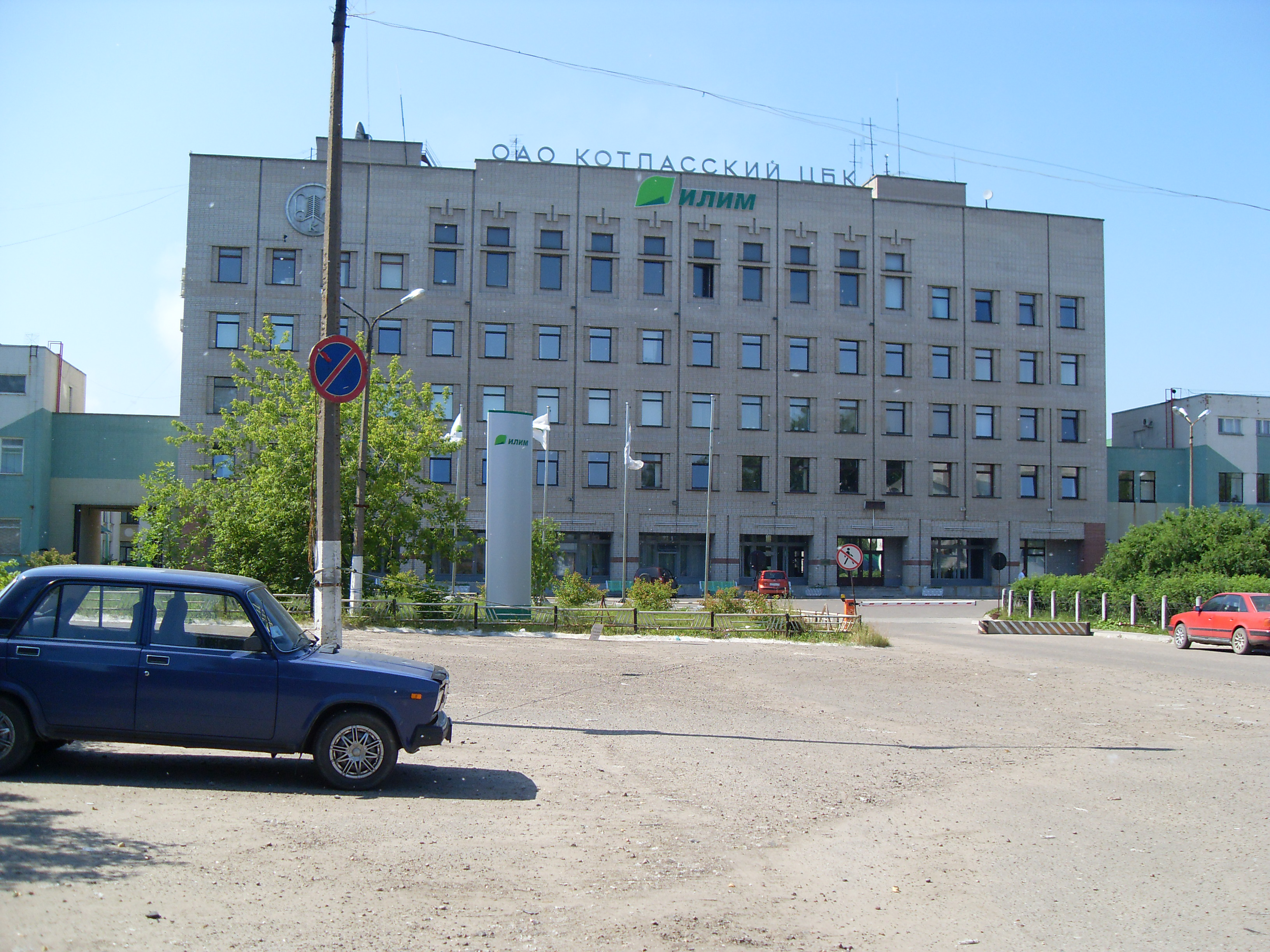
Здание заводоуправления
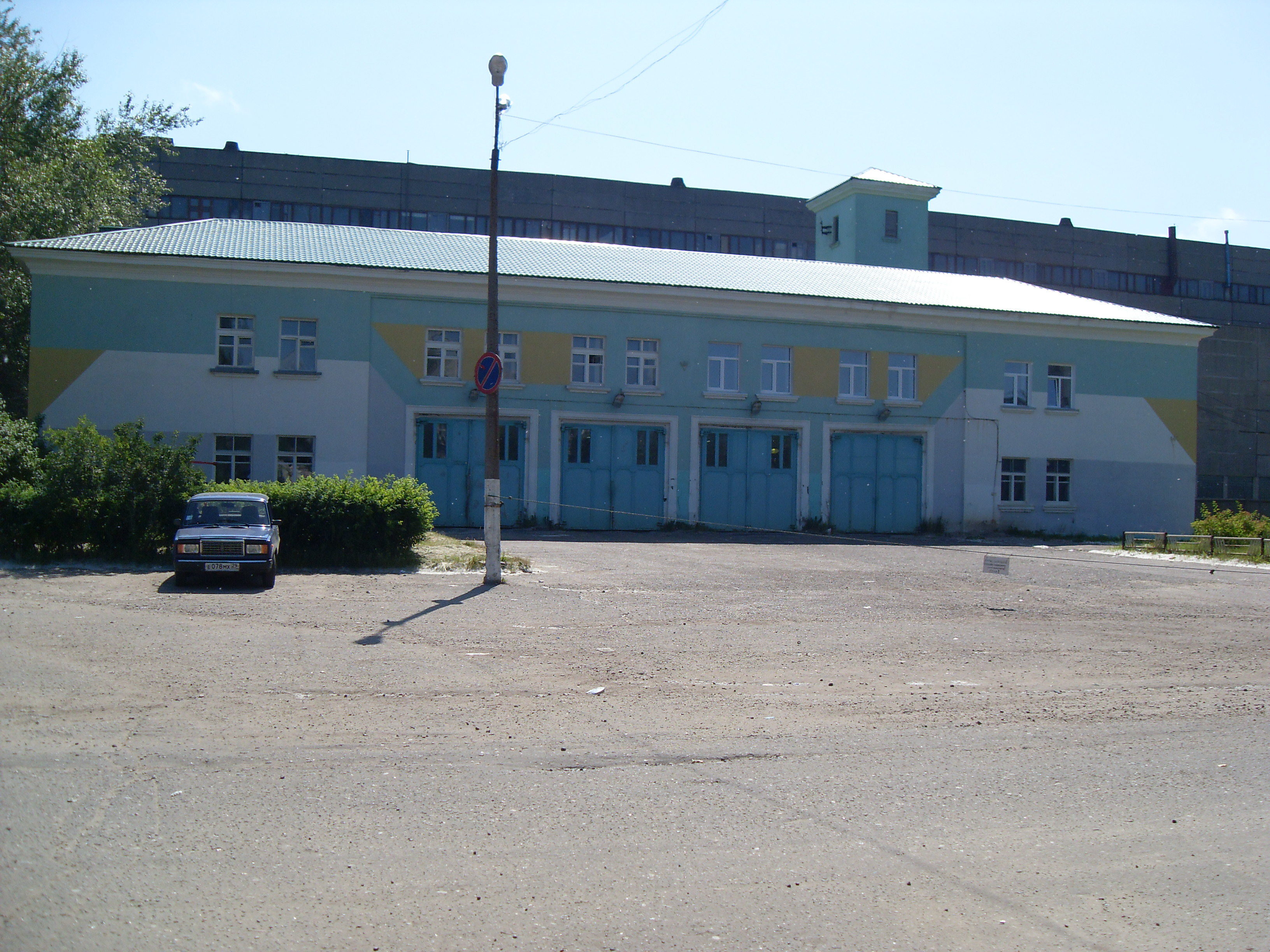
Пожарное депо комбината
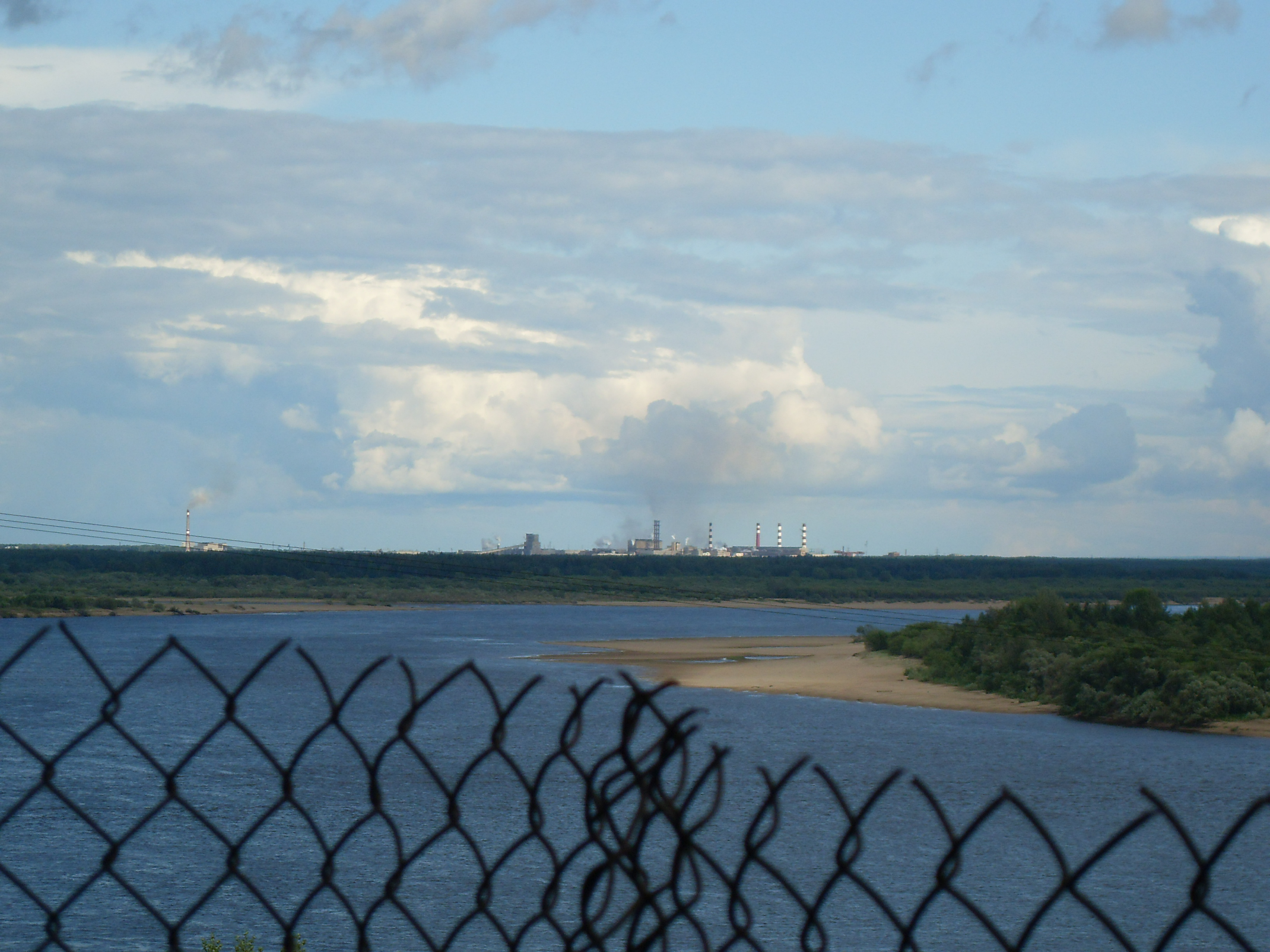
Комбинат с колокольни Благовещенского собора г. Сольвычегодск
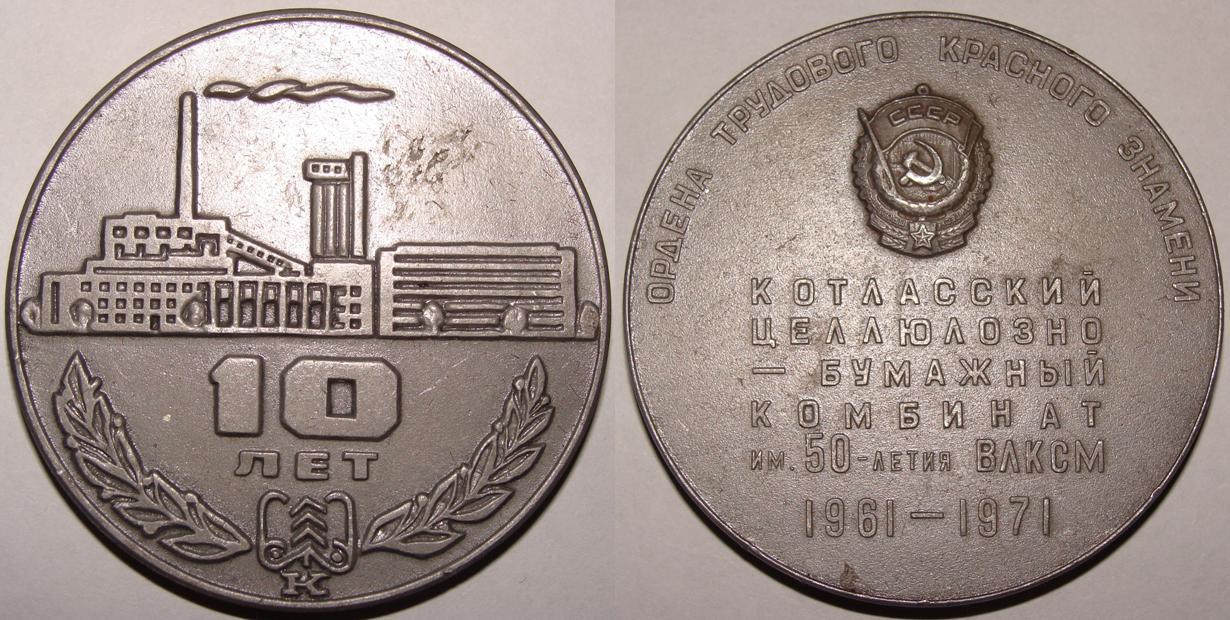
Памятный знак "10 лет Котласскому ЦБК"
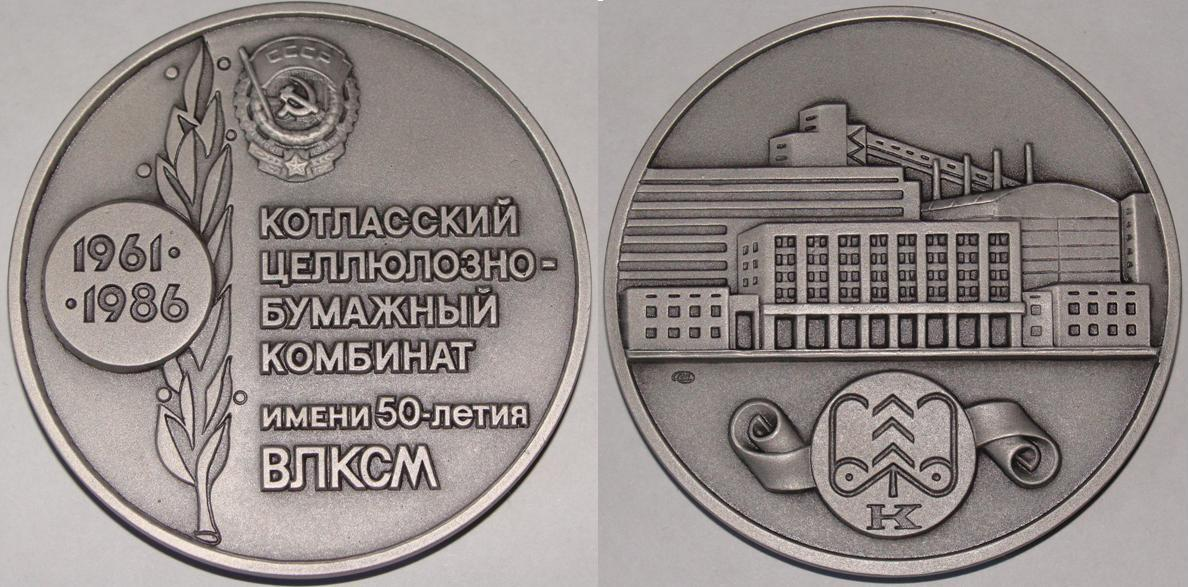
Памятный знак "25 лет Котласскому ЦБК"
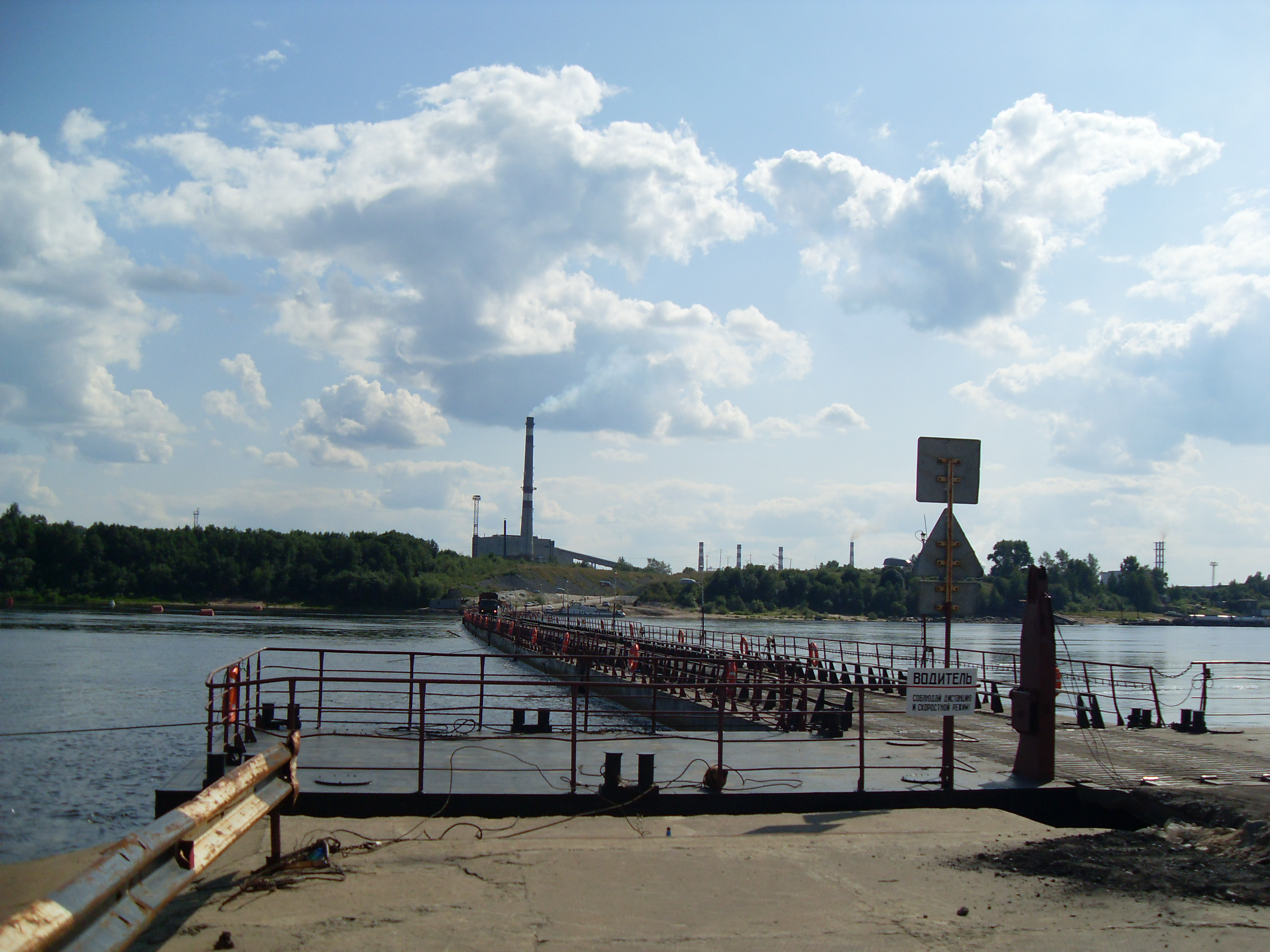
Понтонный мост через реку Вычегду. Корьевая котельная
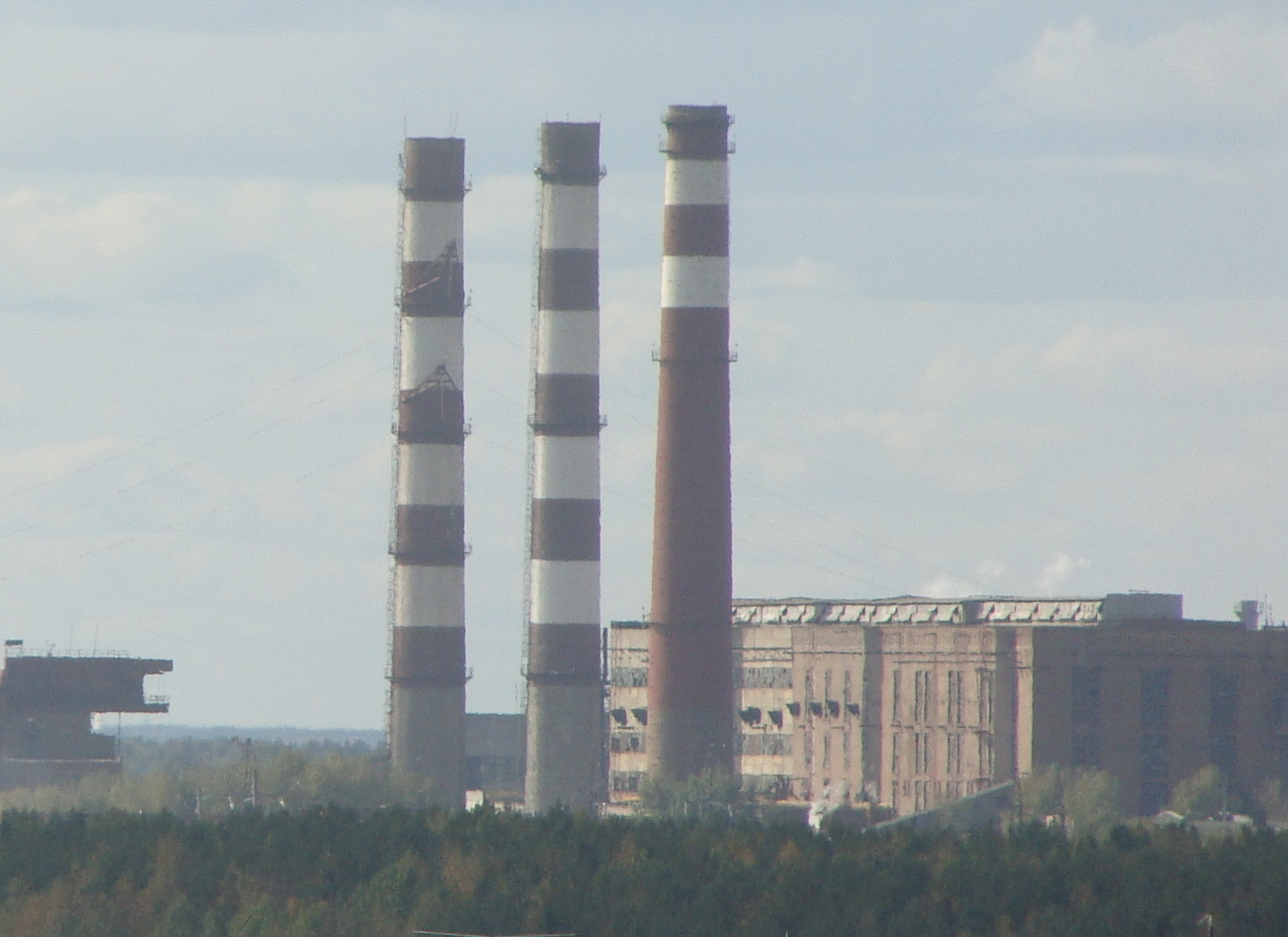
Дымовые трубы ТЭЦ-1 Котласского ЦБК